# Ходинці
Ходинці (рос. Ходынцы) — одна з 13 племінних груп юкагирів, яка до початку російської колонізації займала територію у верхів'ях річок Анадир, Пенжина, Омолон. Основне заняття — полювання, рибальство та оленярство. Ходинці говорили на тайговому діалекті юкагирської мови. Назва ходинців евенкійською мовою — ходейджиль. Частина ходинців увійшли до складу чуванців а інша до омолонських евенів.

## Історія
Були підкорені у 1650 році козаками Семена Мотори та Семена Дежньова. Ходинці згадуються в ряді історичних документів як рід юкагирів: «вгору Ізігі ту ж річку звуть Чондон, а живуть (там) ходинські мужики юкагири». У відписці анадирських прикажчиків якутським воєводам від 1709 року ходинці також названі юкагирським родом: «а з ним ходинського роду юкагир Пелача». Сотник Іван Курбатов у 80-х роках XVII ст. повідомляє про зустріч з юкагирами ходинського «роду».
На рубежі XVII–XVIII ст. у ходинців разом з аманатами було близько 120 працездатних чоловіків, всього населення було 480 осіб. У XVII–XIX століттях чисельність ходинців скоротилася внаслідок епідемій та міжусобиць. Так навесні 1681 року на Анюї велика група ходинців раптово напала на загін сотника Івана Курбатова, що йшов у Анадир. Душею цієї змови був Каніва, брат і наступник Ямочки, колишнього вождя Ямочкіного роду ходинців. Ходинці вбили 16 служивих і товмача — «козачу дружину Офоньки Шестакова», а уцілілих дванадцять чоловік чотири тижні тримали в облозі, перебивши всіх їздових собак. Росіян виручили ясакські чуванці, які відбили оточених.